# Ten Bogaerde

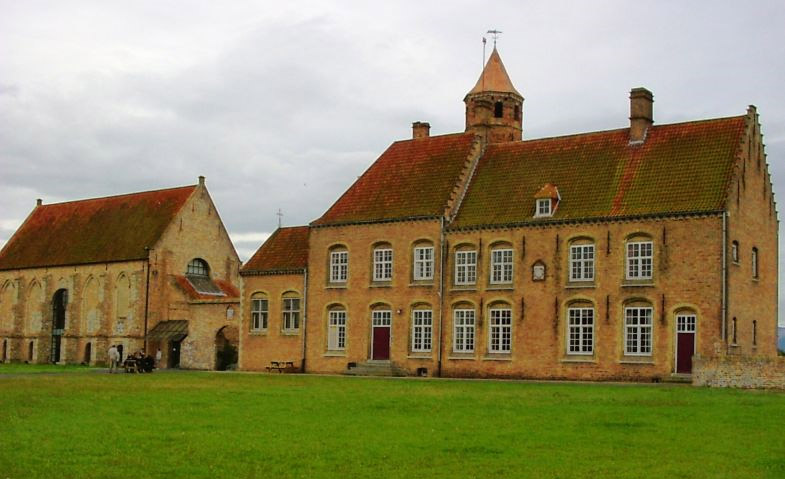

Abdijhoeve Ten Bogaerde was een uithof van de voormalige Duinenabdij in de Belgische plaats Koksijde (oorspronkelijk de Veurnse Sint-Walburgaparochie). In 1952 werd het gebouw beschermd.
Sinds 2016 is Ten Bogaerde omgevormd tot kunstencentrum.

## Geschiedenis

### Ten Bogaerde als uithof
Traditioneel wordt een schenking uit 1148 door de gebroeders Cath aan de Duinenabdij beschouwd als de basis voor dit grote uithof, maar dit is heel onzeker. De eerste vermelding van "Bongart" (Boomgaard) dateert van 1183. Ten Bogaerde zou uitgroeien tot een van de grote uithoven en het uithof dat het dichtst bij de abdij gelegen was. Zo had de machtige abdij onder andere uithoven in Oostduinkerke (Ammanswalle) en vooral Synthe (bij Duinkerke). Onder Abt Nikolaas van Belle werd hier in de dertiende eeuw een voorraadschuur gebouwd, thans de grootste bewaarde schuur van de Duinenabdij, 67,5 m × 22,5 m.
Ten Bogaerde werd in 1593 door vrijbuiters in brand gestoken. De hoeve werd heropgebouwd maar brandde in 1600 opnieuw af. Pas in 1604 werden de opstandelingen definitief teruggedreven en kon de hoeve terug in orde gebracht worden. Deze werken werden voltooid in 1612.

### Ten Bogaerde als (tijdelijke) abdij

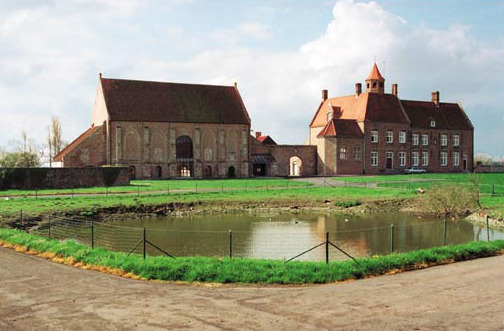
Kerkgebouw (1607) en abtsgebouw met kapel (1612)

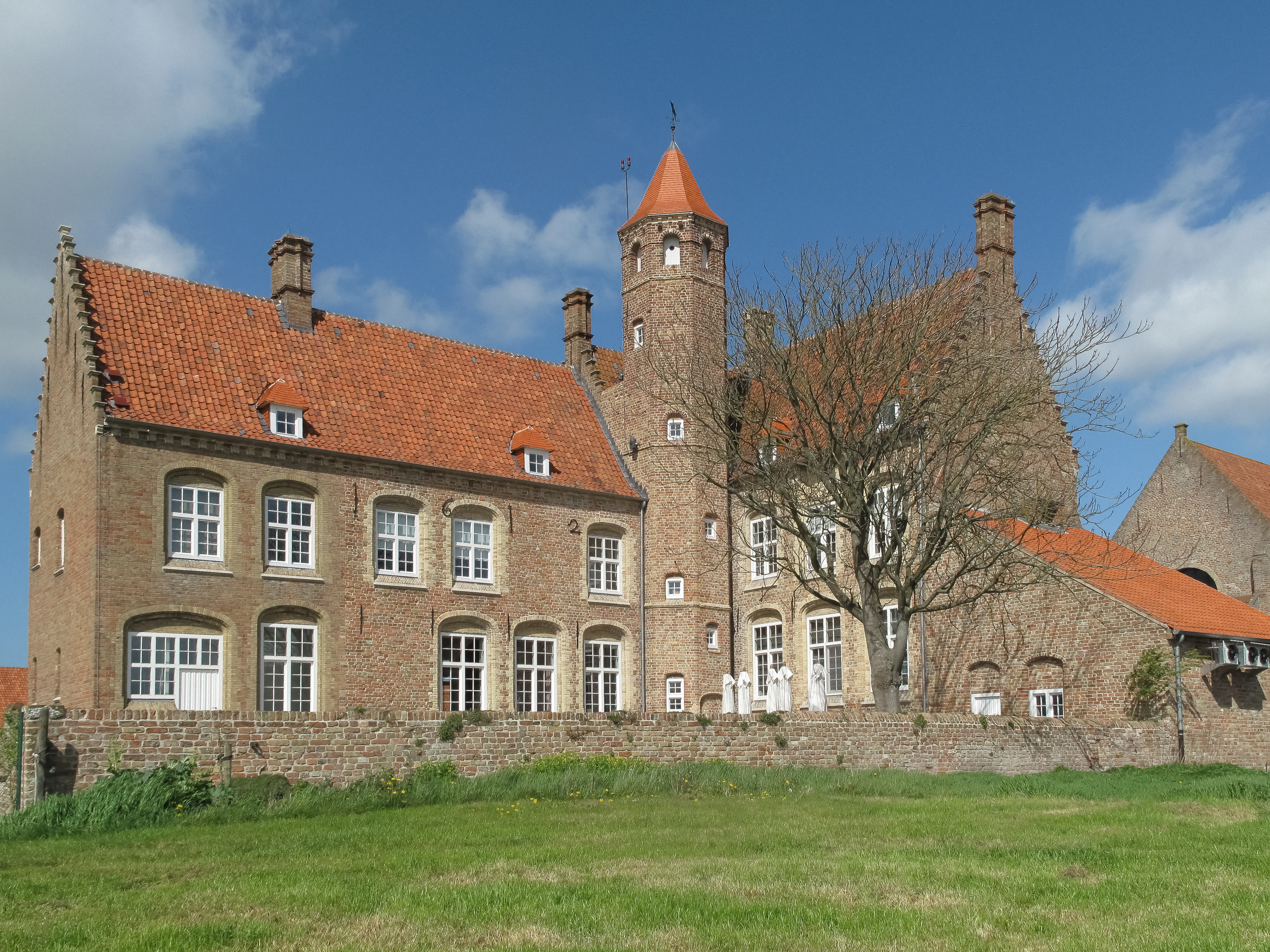
Abdijhoeve: voormalig abtsgebouw

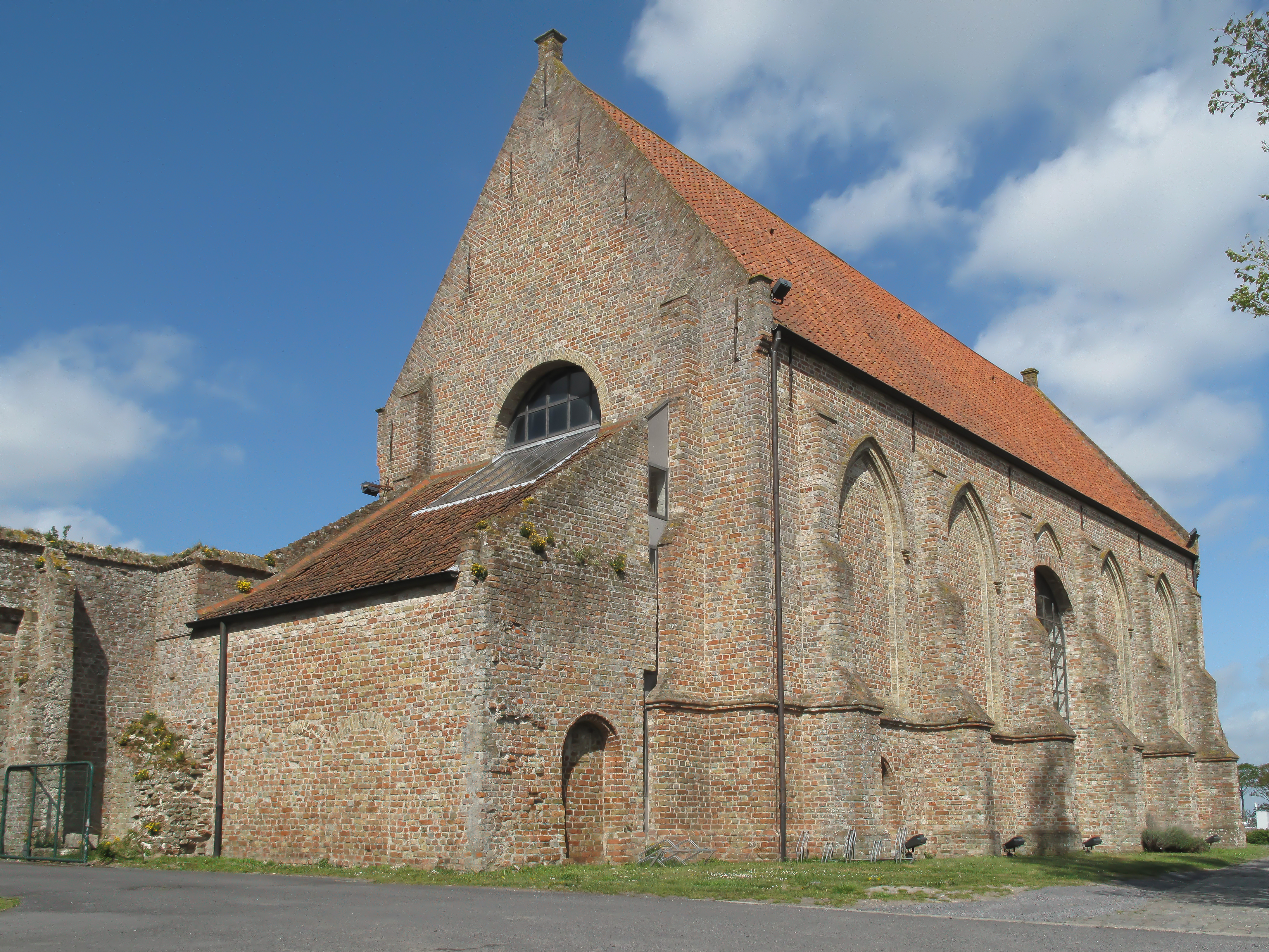
Abdijhoeve: de Kerkschuur

Sinds 1596 woonde de gemeenschap onder leiding van Abt Laurentius van den Berghe in Ten Bogaerde omdat de centrale abdijgebouwen door de onrusten en ook door oprukkende zandduinen in staat van verval verkeerden en er geen geld was voor herstel van zo'n grote abdij. De abt liet Ten Bogaerde versterken en een refter, een kleine slaapzaal en de fundamenten van de kerk bouwen. De gemeenschap telde op dat moment 25 monniken. Onder abt André Duchesne (1606-1610) werd in 1607-1608 een nieuwe kerk voltooid en ingezegend (momenteel tentoonstellingsruimte). Onder abt Adriaan Cancellier (1610-1623) werd er verder gewerkt aan Ten Bogaerde. Hij liet in 1612 het hoofdgebouw afwerken, inclusief het barokke torentje. Monnik-ontvanger Bernard Campmans zorgde voor nieuwe inkomsten door drooglegging van polders in Zeeuws-Vlaanderen waardoor Ten Bogaerde verder kon ingericht worden. Met materiaal van de oude abdij werd er een abtskapel aan het woonhuis aangebouwd en werden er ook enkele bijgebouwen gebouwd. Als abt liet Bernard Campmans (1623-1642) de oude abdij verder afbreken om bouwmateriaal voor een nieuwe abdij te recupereren. Daarbij werd het vermeende lichaam van abt Idesbaldus vrijwel ongeschonden na meer dan vier eeuwen - opgegraven en bijgezet in de nieuwe abdijkerk op Ten Bogaerde. De nieuwe abdij werd een heus bedevaartsoord. Het complex bleef echter slecht verdedigbaar en het bleef in de regio erg onrustig. Bovendien was de gemeenschap terug aangegroeid tot 49 monniken en er was nood aan een groter gebouwencomplex. De abt slaagde er uiteindelijk in om een nieuwe locatie in Brugge te vinden en de monniken verlieten Ten Bogaerde in 1627. Ze verhuisden naar het refugehuis van Ter Doest te Brugge waar ze een nieuwe Duinenabdij bouwden. Ten Bogaerde werd opnieuw als hoeve verpacht. Er bleven wel enkele monniken in Ten Bogaerde wonen voor het beheer van de plaatselijke goederen.

### Opnieuw uithof van de abdij

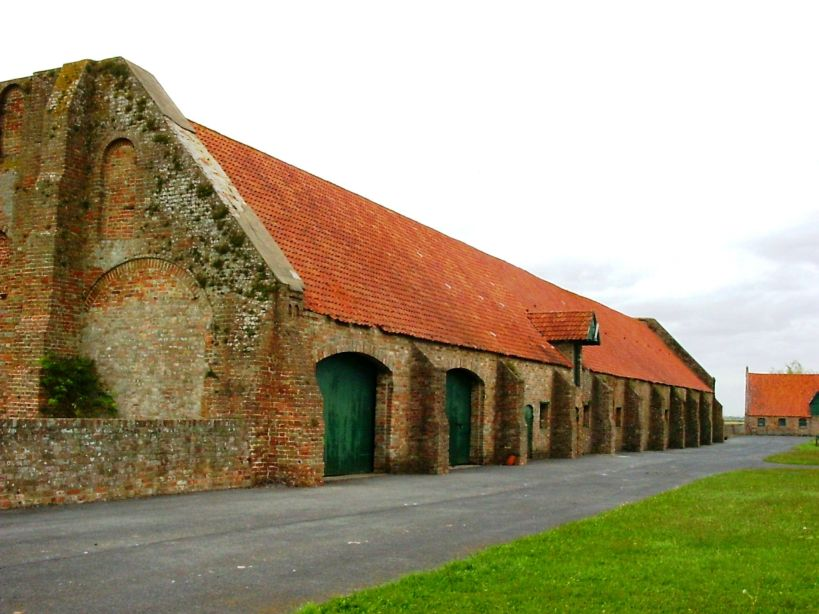
Schuur uit de dertiende eeuw (gedeeltelijk bewaard)

In 1678 kwam Ten Bogaerde en de hele regio Veurne in handen van de Fransen. Brugge (en dus ook de nieuwe Duinenabdij) bleef in handen van de Spanjaarden. Om de controle over Ten Bogaerde en de omliggende goederen te bewaren, zond abt Michel Bultynck een aantal monniken naar Ten Bogaerde. Toen hij overleed op 21 maart 1678, werd een nieuwe abt gekozen, Eugeen van de Velde. De ontvanger van het Westkwartier, Arnold Terrasse, werd evenwel onder impuls van de Franse koning zelf tot abt verkozen. Daartoe vocht hij de legitimiteit aan van de Brugse Duinenabdij, gevestigd in het refugehuis van Ter Doest, en beschouwde hij Ten Bogaerde als de enige rechtmatige Duinenabdij. De abt van Clairvaux keurde de afscheuring goed. De facto werd Ten Bogaerde een afzonderlijke abdij. Deze situatie bleef enkele jaren bestaan, tot in 1686 abt Martinus Colle van de Brugse Duinenabdij een proces won tegen Arnoldus Terrasse. Ten Bogaerde kwam terug onder het beheer van de Brugse Duinenabdij.
Vanaf 1687 werd de hoeve verpacht aan Toussain La Pierre. Later nam de abdij het beheer tijdelijk zelf op. De kerk werd verbouwd tot een schuur ("Kerkschuur"), maar een monastieke vleugel bleef bewaard tot in de 19de eeuw.
In 1796 werd de hoeve door de Franse revolutionairen genationaliseerd. Op de openbare verkoop in 1797 kon gewezen prior Marcus Loosveldt via een tussenpersoon het goed terug aankopen.

### Ten Bogaerde geen eigendom van de abdij meer
In 1833 stierf de laatste monnik van de Duinenabdij, Nicolaas de Roover. Ten Bogaerde kwam in handen van het bisdom Brugge die de hoeve verder bleef verpachten. De pachters waren sinds 1828 Joannes Rathé voor de hoeve en het gros van de gronden en Joannes Robbe voor een afzonderlijk stuk grond van Ten Bogaerde.
Van 1864 tot 1873 werd Ten Bogaerde verpacht aan Charles Ryckewaert aan de prijs van 5800 frank per jaar. Het afzonderlijk stukje land werd in 1864 verhuurd aan pachter Vossaert aan de prijs van 100 frank per jaar.
In 1869 droeg het bisdom de eigendomsrechten over aan het kerkfabriek van Sint-Salvator te Brugge. Het goed werd verpacht aan de familie Van Houtte. Dochter Regina huwde met Jan Baptist Rathé. De familie Rathé zou het goed verder pachten.
Tijdens de Eerste Wereldoorlog was er een militaire basis in Ten Bogaerde gevestigd, inclusief een militair vliegveld. Tijdens de Tweede Wereldoorlog gebruikte het Duitse leger Ten Bogaerde als kazerne. Het legde op landbouwgronden naast Ten Bogaerde een vliegveld aan. Tot oktober 1949 werd Ten Bogaerde nog gepacht door de familie Rathé.
Vanaf 1950 werd de abdijhoeve gebruikt als landbouwschool, die o.m. de Kerkschuur verbouwde (met tussenverdiep). In 1993 werd het 17de-eeuwse gebouw gerestaureerd en werd er een tentoonstellingsruimte ingericht. In 2004 kocht de gemeente Koksijde de hoeve aan. Het bijhorende gebouw werd ingericht als restaurant, de 13de-eeuwse Grote Schuur ingericht als tentoonstellingsruimte voor moderne kunst en werk van George Grard, en de 18de-eeuwse varkensstallen als craftbrouwerij Sint Idesbald. Ook de toegangspoort (oorspronkelijk uit de 13de eeuw) werd gerestaureerd.
Sinds juni 2016 is een deel van het oeuvre van George Grard overgebracht naar het nieuwe Kunstencentrum. Op de eerste verdieping van de Grote Schuur bevindt zich de George Grardzaal met originele gipsen en tekeningen. Buiten staan acht bronzen beelden opgesteld.

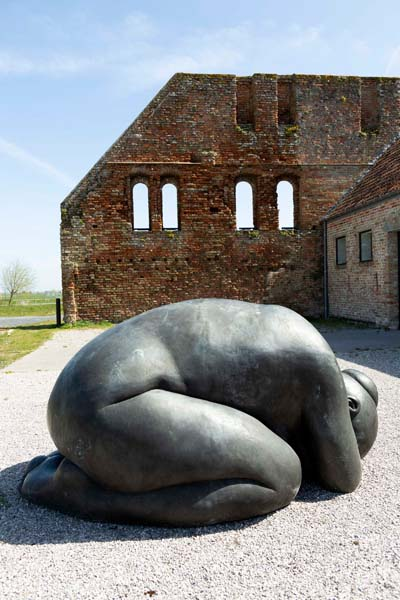
Koksijde
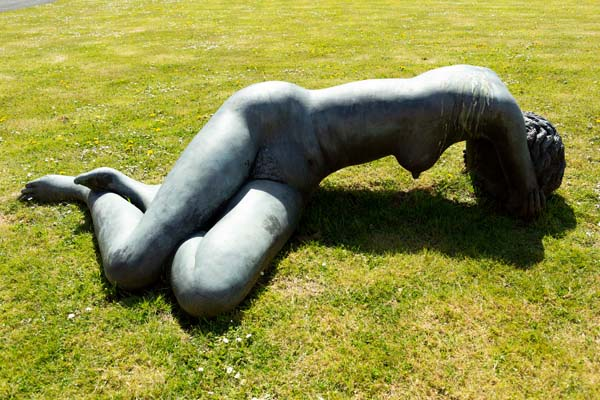
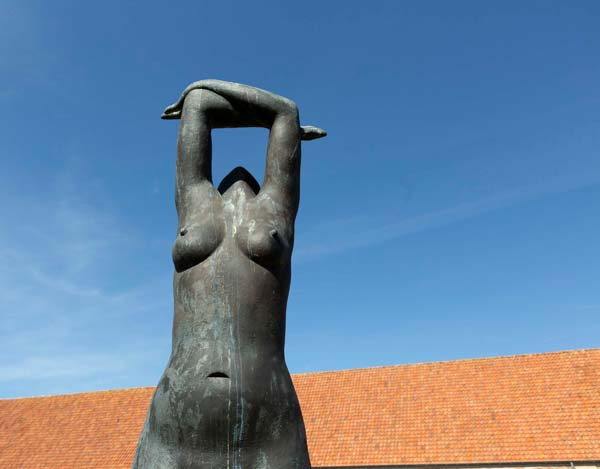
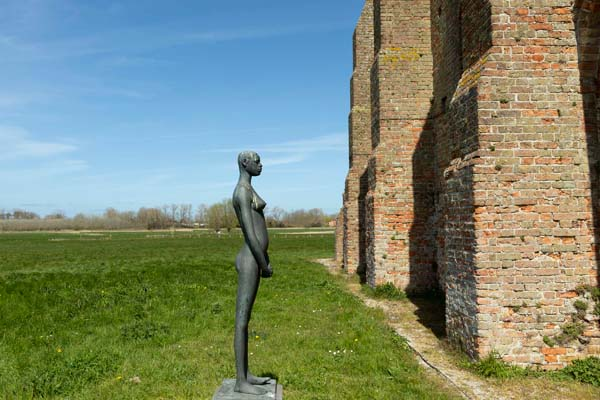
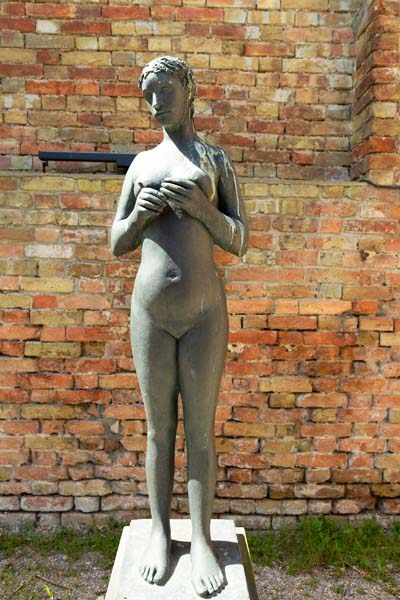

Het gebouw fungeerde in de VTM-telenovelle David als Villa Klaerhout.